# Changes (мікстейп)
Changes — спільний мікстейп американського репера Lil Peep і польського продюсера Meeting By Chance, який було випущено 31 травня 2016. В оригіналі реліз був мікстейпом Meeting By Chance, який включав пісні і з іншими артистами.
31 травня 2023 року менеджмент Lil Peep перевипустив альбом на всіх стримінгових платформах.

## Історія
«Мікстейп «Changes» вийшов 31 травня 2016 року.  Однак Густав працював над піснями з мікстейпу за кілька місяців до цього.  Першою піснею, над якою Lil Peep співпрацював з Meeting By Chance, була «This Feeling».  Він закінчив її того ж дня, коли записав «Mirror, mirror» з «Live Forever». Наступні п'ять пісень Meeting By Chance були зроблені в грудні і січні, в той же час Густав працював з JGRXXN, Ghostemane, Craig Xen і Nedarb (над такими проектами, як «California Girls» і «Vertigo»).  Важко уявити когось, хто міг би написати стільки різних пісень з такою кількістю різних співавторів за такий короткий час, але це стало підходом Гаса до створення музики.  Ми дуже вдячні Meeting by Chance за співпрацю з нами у перевиданні цих прекрасних пісень на їхню річницю - сім років потому» — заява менеджменту Густава на його інстаграм-сторінці.

## Трекліст
| #     | Назва          | Продюсер          | Тривалість |
| ----- | -------------- | ----------------- | ---------- |
| 1.    | «Light Show»   | Meeting By Chance | 2:40       |
| 2.    | «Lose My Mind» | Meeting By Chance | 2:42       |
| 3.    | «Glassy»       | Meeting By Chance | 2:30       |
| 4.    | «Lie to Me»    | Meeting By Chance | 2:19       |
| 5.    | «Let It Flow»  | Meeting By Chance | 2:40       |
| 6.    | «This Feeling» | Meeting By Chance | 2:23       |
| 15:16 |                |                   |            |